# 주머니늑대과
주머니늑대과(Thylacinidae)는 멸종된 육식류 동물 과의 하나이다. 겉모습이 개를 닮은 유대류로 주머니고양이목에 속한다. 현대까지 살아남은 종은 1936년에 멸종된 태즈메이니아주머니늑대이다.

## 하위 속
| - † Badjcinus - † Maximucinus - † Muribacinus - † Mutpuracinus - † Ngamalacinus | - † Nimbacinus - † 주머니늑대속 (Thylacinus) - † Tyarrpecinus - † Wabulacinus |